# Kurowskie Chałupy
Kurowskie Chałupy – osada w Polsce położona w województwie dolnośląskim, w powiecie strzelińskim, w gminie Wiązów.
W latach 1975–1998 miejscowość administracyjnie należała do województwa wrocławskiego.